# Кроцас, Станисловас Викторович
Станисловас Викторович (Стасис Казио) Кроцас (лит. Stasys Krocas; 2 октября 1935, Вилкавишкис — 19 мая 1990) — советский футболист, нападающий. Мастер спорта СССР (1957).

## Биография
В футбол начал играть в средней школе в родном Вилкавишкисе.
Играл за команды класса «Б» (Д2, 1954—1959), класса «А» (Д1, 1960—1962), класса «Б» (Д3, 1963—1967) «Спартак» / «Жальгирис» Вильнюс (1954—1962) и «Гранитас» Клайпеда (1963—1967).
Участник футбольного турнира Спартакиады народов СССР 1956 года в составе сборной Литовской ССР.
Скончался 19 мая 1990 года от сердечного приступа.